# Великоклецьківська сільська рада
Великокле́цьківська сільська́ ра́да — орган місцевого самоврядування в Корецькому районі Рівненської області. Адміністративний центр — село Велика Клецька.

## Загальні відомості
- Великоклецьківська сільська рада утворена в 1629 році.
- Територія ради: 59,456 км²
- Населення ради: 875 осіб (станом на 2001 рік)
- Територією ради протікає річка Клечанка.

## Населені пункти
Сільській раді підпорядковані населені пункти:
- с. Велика Клецька
- с. Мала Клецька
- с. Топча

## Склад ради
Рада складається з 12 депутатів та голови.
- Голова ради: Соловей Володимир Сергійович
- Секретар ради: Демчук Галина Федорівна

### Керівний склад попередніх скликань
| Прізвище, ім'я, по батькові  | Основні відомості                                                               | Дата обрання | Дата звільнення |
| ---------------------------- | ------------------------------------------------------------------------------- | ------------ | --------------- |
| Соловей Віталій Мефодійович  | Сільський голова, 1952 року народження, член Народної партії                    | 26.03.2006   | 31.10.2010      |
| Соловей Володимир Сергійович | Сільський голова, 1962 року народження, освіта середня спеціальна, безпартійний | 31.10.2010   |                 |

Примітка: таблиця складена за даними сайту Верховної Ради України